# کی‌بی‌سی بانک
کی‌بی‌سی بانک (به انگلیسی: KBC Bank) شرکت خدمات مالی و بانکداری بلژیکی است، که دارای شبکه گسترده بانکی در اروپا بوده و بخش اعظم فعالیت‌های آن، در زمینه بانکداری خرد و ارائه خدمات بانکی، به مشتریان خصوصی و شرکت‌های کوچک و متوسط متمرکز می‌باشد.
کی‌بی‌سی بانک از طریق شرکت‌های زیرمجموعه خود، در زمینه‌های مختلف فعالیت می‌نماید، که به عنوان نمونه شرکت بیمه کی‌بی‌سی؛ خدمات گوناگون بیمه و بیمه اتکایی را در بلژیک و کشورهای اروپای مرکزی و اروپای شرقی فراهم می‌سازد. شرکت مدیریت دارایی کی‌بی‌سی نیز در زمینه سرمایه‌گذاری در کسب‌وکارهای مختلفی، همچون لیزینگ، فکتورینگ و... فعالیت می‌کند.
شرکت بیمه کی‌بی‌سی هم‌اکنون دومین شرکت بزرگ خدمات بیمه در بلژیک است. در سال ۲۰۱۲ در فهرست بزرگترین بانک‌های اروپایی، بر پایه میزان ارزش بازار کی‌بی‌سی بانک در رتبه ۱۸ قرار گرفت.
شمار کارکنان کی‌بی‌سی بانک؛ بالغ بر ۵۱،۰۰۰ نفر می‌باشد، که در شعبه‌های مختلف آن، در سراسر جهان، اشتغال دارند و از این تعداد ۳۱،۰۰۰ نفر، در آسیای مرکزی، اروپای شرقی و روسیه مستقر هستند، که به ۱۱ میلیون مشتری در سراسر جهان، خدمات ارائه می‌نمایند.